# 妹尾隆一郎
妹尾隆一郎（せのお りゅういちろう、1949年6月17日—2017年12月17日）是日本一名Blues音樂家和歌手，也是一個口琴演奏家。別名ウィーピング・ハープ・セノオ，2017年12月17日在日本大阪市去世。